# Томас (регент)
Томас (? — XII век) — дедушка и регент Рубена II, седьмого по счету правителя Киликийского армянского царства.

## Биография
После смерти Тороса II, по праву наследования, Рубен II должен был сесть на трон Киликии. Однако, когда в 1169 году умер его отец, Рубен ещё не достиг совершеннолетия. Ввиду чего, в Киликии развернулась борьба за власть. Регентом молодого наследника стал его дедушка по материнской линии — Томас. Однако это не понравилось, брату покойного правителя — Млеху, который узурпировав права законного наследника, заставил признать себя наследником своего брата.